# Clanis nicobarensis
Clanis nicobarensis är en fjärilsart som beskrevs av Eugen Johann Christoph Esper 1794. Clanis nicobarensis ingår i släktet Clanis och familjen svärmare. Inga underarter finns listade i Catalogue of Life.